# James St Clair
James St Clair (Jacques de Sainclair en français), né en 1688 et mort le 30 novembre 1762), est un homme politique et militaire écossais. Il prend part comme commandant à plusieurs conflits de l'époque comme la guerre de Sept Ans ou la guerre de Succession d'Autriche.